# Рижский государственный театр оперетты
Рижский государственный театр оперетты — музыкальный театр, основанный в Риге в 1945 году. В 1993 году был реорганизован, в 1995 году прекратил своё существование.

## История театра
Театр был создан в 1945 году. На момент создания носил название Рабочий театр Латвийского центрального совета профсоюзов и совмещал музыкальные и драматические постановки. С 1946 года назывался Государственным театром музыкальной комедии в репертуаре которого остались только музыкальные спектакли.
Первоначально размещался в здании на улице Сарканармияс, 10 (сегодняшняя ул. Бруниниеку). На открытии театра 9 февраля 1945 года была показана пьеса Вилиса Лациса «Невестка». 
Затем театр переехал в здание бывшего театра "Казино" на ул. Ленина, 96, где в 1951-52 году сделали ремонт, установили кресла в зрительном зале на 800 мест, пристроили портик с колоннами. Театральная сцена была оснащена по последнему слову техники, имелись просторные помещения для репетиций и грим-уборные для артистов латышской и русской трупп. 
В 1952 году сезон в новом помещении открыли постановкой оперетты лауреата Сталинской премии Юрия Милютина «Трембита». В дальнейшем театр предлагал по три-четыре премьеры в сезон. Уровень исполнительского мастерства был высоким, спектакли на русском языке показывали на гастролях по всему Советскому Союзу. В то же время латышское музыкальное искусство стало доступно народу: колхозников, рабочих, студентов и учащихся со всех концов республики привозили на представления автобусами.  
Дирекция театра приглашала к сотрудничеству именитых режиссёров: в 1963 году «Огоньки» Георгия Свиридова здесь поставил основатель латышского профессионального театра Эдуард Смильгис. 
В 1964 году переименовывается в Рижский государственный театр оперетты. Кроме оперетт, театр ставил оперы, водевили, мюзиклы, зонг-оперы. Важным компонентом современного музыкального спектакля в конце шестидесятых годов становится хореографическая составляющая.
В театре работали латышская и русская труппы, каждая из которой имела в своём составе ярких и талантливых исполнителей.
В 1992 году, после подписания договора о реорганизации в бытность министром культуры Латвийской Республики композитора Раймонда Паулса, в Рижском театре оперетты была ликвидирована русская труппа. Это разрушило атмосферу театра, а попытки превратить его в варьете не имели успеха. В 1995 году он прекратил существование.

## Главные режиссёры театра
- 1963—1978 — Волдемар Пуце
- 1978—1989 — Карлис Памше
- 1989—1993 — Ольгерт Дункерс

## Главные дирижёры театра
- 1946—1962 — Т. Вейш
- 1963—1974 — Менделис Баш
- 1974—1992 — Янис Кайякс

## Главные балетмейстеры театра
- 1951—1956 — Хелена Тангиева-Бирзниеце
- 1965—1992 — Янина Панкрате

## Труппа театра
Солисты-вокалисты:
- Баяре Айна
- Богаченко Виктор
- Бочкун Николай
- Вердиньш М.
- Вилгерте Ю.
- Глебова Жанна
- Звея Эдгарс
- Зирдзиньш В.
- Зирдзиня М.
- Калнакаркле И.
- Кепе Рамонс
- Киселёва А.
- Кожикова Альбина
- Креслиньш Екабс
- Креслиня А.
- Курзина Л.
- Мельке Дзинтра
- Мисиньш Харий
- Озеров Альфред
- Почитаева Ливия
- Пупшто З.
- Пучка Юрис
- Ракстиньш Вилнис
- Рымарь Л.
- Рушко Вилхелмс
- Сниедзе Лилия
- Соловьёв М.
- Спановска Инта
- Штейнбергс К.
- Штейнберга Р.

Дирижёры:
| - Эдгарс Тонс | - Гунарс Орделовскис |

Режиссёры:
| - Рудольф Балтайсвилкс | - Ирина Лиепа | - А. Стемпс | - Арнолдс Буровс |

## Некоторые постановки прошлых лет
- 1950 — «Гаспароне» Карла Миллёкера
- 1952 — «Трембита» Юрия Милютина
- 1952 — «Летучая мышь» Иоганна Штрауса (сына)
- 1954 — «В краю голубых озёр» Арвида Жилинскиса
- 1954 — «Голубой гусар» Николая Рахманова
- 1955 — «Шесть маленьких барабанщиков» Арвида Жилинскиса
- 1956 — «Цветок Гавайев» Пала Абрахама
- 1956 — «Сильва» Имре Кальмана
- 1958 — «Когда Адам в отпуске» Николая Золотоноса
- 1959 — «Кливия» Н. Досталя
- 1960 — «Птицы без моря» Д. Раманиса и А. Круклиса
- 1963  — «Аннеле» Э. Игенберги
- 1963  — «Лукавые женщины» Жака Оффенбаха (оригинальное название «Браконьеры»)
- 1964  — «Парни янтарного берега» Арвида Жилинскиса
- 1968  — «Купальщица Сюзанна» Гунара Орделовскиса
- 1970 — «Тайна красного мрамора» Арвида Жилинскиса
- 1970 — «Хлеб-соль на Картофельной улице» Г. Раманса
- 1971 — «Ограбление в полночь» Марка Лившица (по пьесе Мирослава Митровича)
- 1975 — «Из подслащённой бутылки» Иманта Калныньша по пьесе Рудольфа Блауманиса
- 1976  — «Третий сын отца» Яниса Кайякса
- 1976 —  «Тогда в Севилье» Марка Лившица (по пьесе Самуила Алёшина)
- 1976 — «Венский вальс[англ.]» на музыку Иоганна Штрауса
- 1979 — «Сестра Керри» Раймонда Паулса по роману Теодора Драйзера
- 1981 — «Ещё труба в поход зовёт» Яниса Кайякса
- 1982 — «А ну, ребята!» Раймонда Паулса

## Инициатива восстановления театра
В 2018 году на портале общественных инициатив Manabalss.lv начался сбор подписей за восстановление Театра оперетты. "С 1995 года Рига единственная из столиц стран Балтии, из европейских столиц не имеет своего Театра оперетты, довольствуясь ролью балтийской провинции, -- отмечается в петиции. --   Совершенно нелогично для государства вкладывать средства в обучение солистов-вокалистов, которые уезжают из Латвии или меняют профессию из-за своей невостребованности". 
Инициатором петиции был Латвийский фонд оперетты, сумевший собрать более чем 120 профессионалов (не только солистов, хор, танцоров, оркестрантов, но и технические, творческие и административные силы), создать мастерскую для декораций и реквизита, студию по подготовке новых талантов. Были восстановлены оперетты «Кливия» Нико Досталя, «Веселая вдова» Франца Легара, «Бал в "Савойе"» Пала Абрахама, спектакли для детей «Карлсон» и «Paukojam un šmaukojam». В 2015 и 2017 годах в Икшкиле проводились Международные фестивали оперетты,  а в рождественские праздники -- новогодние концерты оперетты, с музыкой Иоганна Штрауса.  "За пять лет работы мы доказали, что Театр оперетты Латвии необходим, его ждет публика и он жизнеспособен", -- утверждают активисты. Однако проектного финансирования Государственного фонда культурного капитала и Рижской думы недостаточно, чтобы обеспечить  работу профессионального театра. Необходима поддержка государства в размере по меньшей мере 200 тыс. евро в год.  В театре будет создано около 70 новых рабочих мест, ежегодно будут ставиться 2 новых спектакля, 4 концертных программы, одна постановка для детей, а также традиционным станет Международный фестиваль оперетты.